# Presidente Kennedy
Presidente Kennedy este un oraș în unitatea federativă Espírito Santo (ES) din Brazilia. Orașul a fost denumit în cinstea Președintelui american John Kennedy.